# Simon Starling
Simon Starling (né en 1967) est un artiste contemporain anglais. Il a remporté le prix Turner en 2005.

## Formation
Simon Starling est né en 1967 à Epsom, Surrey. Il a étudié la photographie et l'art au Maidstone College of Art de 1986 à 1987 puis à Trent Polytechnique de Nottingham de 1987 à 1990. Il a ensuite étudié à l'École d'Art de Glasgow de 1990 à 1992. De 1993 à 1996, il a été membre du comité de Transmission Gallery, Glasgow.

## Travail
En 1999, Starling a été le premier récipiendaire de la subvention Blinky Palermo. Il a été récompensé par le prix Turner en 2005 pour son œuvre Shedboatshed qui consistait à prendre une cabane en bois existante, à la transformer en bateau pour naviguer sur le Rhin, puis restituer la forme initiale de la cabane une fois arrivé à destination. Starling a été présélectionné pour le prix Hugo Boss en 2004.

## Expositions
Son travail est présent dans la collection permanente de nombreux musées tels que la Tate Modern à Londres, le Moderna Museet de Stockholm, le musée Solomon R. Guggenheim de New York, le Musée Kroller-Muller aux Pays-Bas, le Musée d'Art moderne de San Francisco, le Musée d'art contemporain de Chicago ou le musée Folkwang à Essen. Simon Starling a réalisé des expositions monographiques dans de nombreuses institutions internationales, notamment le musée contemporain Thyssen-Bornemisza à Vienne (2012), la Power Plant à Toronto (2008), le Städtischen Kunstmuseum zum Museum Folkwang à Essen (2007), le Museum für Gegenwartskunst de Bâle (2005), le Museum of Modern Art de Sydney (2002), le Portikus à Francfort (2002), le UCLA Hammer Museum de Los Angeles (2002), le  Kunstverein de Hambourg (2001), la Sécession de Vienne (2001), le Musée Serralves de Porto (2000), le Camden Arts Centre de Londres (1998) et le Moderna Museet de Stockholm (1998) entre autres. En 2003, l'artiste a représenté l'Écosse à la 50e Biennale de Venise.

## Vie personnelle
Starling vit et travaille à Copenhague et à Berlin. Il a été professeur d'art à l'École Städel de Francfort.
Il a reçu le prix "Alumnus of the Year" de l'université de Nottingham Trent en 2007.